# Lauterbourg
Lauterbourg en idioma francés y oficialmente, Lauterburg en idioma alemán, es una comuna francesa situada en el departamento de Bajo Rin, en la región de Alsacia.
Lauterbourg se encuentra en la afluencia del río Lauter con el Rin y es un paso fronterizo y de importantes comunicaciones con Alemania. 
Es también el punto más oriental de la geografía de Francia continental, (48°58′02″N 08°13′50″E / 48.96722, 8.23056), vértice del brazo norte-este del tradicional hexágono que simboliza el territorio francés en Europa a excepción de sus islas.

## Historia
Formó parte del Principado eclesiástico de Espira según decisión de Enrique IV del Sacro Imperio Romano Germánico, hasta su anexión a Francia en 1680. Legalizada mediante el Tratado de Rijswijk en 1697.
| 1795 | 2261 | 2442 | 2467 | 2372 | 2269 |
| Para los censos de 1962 a 1999 la población legal corresponde a la población sin duplicidades (Fuente: INSEE [Consultar]) |      |      |      |      |      |